# Stade Caroline Faye
Het Stade Caroline Faye is een multifunctioneel stadion in M'bour, een stad in Senegal. Het stadion wordt vooral gebruikt voor voetbalwedstrijden, de voetbalclub Stade de Mbour maakt gebruik van dit stadion. Het stadion werd ook gebruikt voor het Afrikaans kampioenschap voetbal onder 20 van 2015. In het stadion is plaats voor 5.000 toeschouwers.